# ويليام مورغان
ويليام مورغان (بالإنجليزية: Willie Morgan)‏ (مواليد 2 أكتوبر 1944) هو لاعب كرة قدم. يلعب مع منتخب اسكتلندا لكرة القدم. سبق له أن لعب في كأس العالم لكرة القدم مع منتخب بلاده.

## روابط خارجية
- ويليام مورغان على موقع الاتحاد الأوربي (الإنجليزية)
- ويليام مورغان على موقع الاتحاد الإسكتلندي (الإنجليزية)
- ويليام مورغان على موقع قاعدة بيانات كرة القدم.إي يو (الإنجليزية)
- ويليام مورغان على موقع ناشيونال فوتبول تيمز (الإنجليزية)